# Tchad aux Jeux olympiques
Le Tchad participe aux Jeux olympiques depuis 1964 et a envoyé des athlètes à chaque jeux depuis cette date sauf en 1976 et en 1980. Le pays n'a jamais participé aux Jeux d'hiver. 
Le pays n'a jamais remporté de médailles.
Le Comité national olympique du Tchad a été créé en 1963 et a été reconnu par le Comité international olympique (CIO) l'année suivante.